# 约翰·罗德里格斯
约翰·罗德里格斯（西班牙語：Johan Rodríguez，1975年8月15日—），墨西哥男子足球运动员，司职中场。他曾代表墨西哥国家队参加2002年国际足联世界杯，结果队伍止步十六强赛。